# Auferstehung
«Auferstehung» (Воскресіння) — це третій студійний альбом німецького гурту Janus, випущений у 2004. Червоною ниткою по альбому проходить тема психологічних травм — зокрема їх згубної дії на людську психіку.

## Зміст
Всупереч поширеній думці, що Auferstehung написаний як концептуальний альбом, дія якого обертається навколо жінки на ім'я Паула, Дірк Рігерт описує зміст альбому загальніше:
|                | Важко сказати, як саме виникла історія. Не було задумано особи, довкола якої обертаються всі події. Проте багато людей розуміють тему альбому саме так, що мене справді здивувало. Однією з причин, на яку посилаються прихильники цієї інтерпретації є, наприклад, те, що і на початку, і в кінці йдеться про Паулу. Проте ми не мали такого наміру. Все, що ми хотіли - осмислено посортувати пісні. Я ніколи не розраховував, що люди бачитимуть в цьому червону нитку. |
| — Dirk Riegert | |

На противагу попереднім виданням, Vater і Schlafende Hunde, тексти пісень здебільшого пов'язані з жінками. В основі всіх композицій лежать ситуації, що є критичними для людини, наприклад, пошук власної особистості.
|                | Події, які тяжко травмують людей: смерть коханої людини в „Du siehst aus wie immer“, або жахливий кошмар сімейної таємниці у „Überleben“ є найбільшою небезпекою для нашого крихкого психічного здоров'я. Всі тексти "Auferstehung“ оповідають саме про цю грань, грань між божевіллям та волею до життя. |
| — Dirk Riegert | |

Рігерт описує композицію Paulas Spiel, яка існувала ще перед виданням альбому, як креативне ядро альбому, навколо якої і було аранжовано інші схожі за змістом композиції. Через цей змістовий вибір Janus обрали для вступної композиції альбому цитату Франца Кафки Wenn Du vor mir stehst :
|                                                               | Коли ти стоїш переді мною і дивишся на мене, що ти знаєш про біль в мені, і що я знаю про твій? І якщо я впаду ниць перед тобою, буду плакати і говорити, що ти дізнаєшся про мене, окрім того, що й про пекло, якщо хтось скаже тобі, що воно жарке і жахливе? Вже через те ми, люди, маємо стояти один перед одним так благоговійно, так вдумливо, наче перед входом до пекла... |
| — Кафка, Франц: Лист до Оскара Поллака від 9. листопада 1903. | |

Рігерт пояснює, що, на його розсуд, тема червоної нитки Auferstehung повністю узагальнена у даній цитаті.
Слова Кафки з самого початку мали бути надруковані у буклеті перед текстами інших композицій. Проте пізніше гурт вирішив використати дещо змінений текст, прочитаний під оркестрове музичне оформлення диктором Юргеном Нойманном, як перший трек альбому.
Майже всі наступні композиції описують жіночу долю, або ведучи розповідь від третьої особи, (Paulas Spiel, Die Tage werden enger, Paulas Traum) чи від першої, з точки зору близького жінці чоловіка-оповідача (Ich will seinen Kopf, Scherbengesicht, Neunundachtzig, Überleben, Auferstehung).
Ця червона нитка, проте, обривається із композицією Du siehst aus wie immer, яка описує відвідини у лікарні друга, що помирає. В цій історії також можна віднайти жінку; проте зустріч дружини з пацієнтом та її страждання є лише одним із численних елементів. Її роль плавно втрачає важливість у ході розповіді, настільки, що з початком третьої строфи розповідь від першої особи зливається з власними думками і почуттями оповідача. 
|                                          | Світ без тебе, думка вислизає від мене, такий близький, але чужий світ. Ми так і не навчилися тримати іншого, коли він падає. Ми чіпляємось за мовчання, як за проблиск надії, і водимо свій хоровод. Не відпускай! |
| — Dirk Riegert - Du siehst aus wie immer | |

Попри змістову невідповідність, на думку Рігерта, композиція створює «ідеальну зв'язкову ланку між очікуванням змін в кінці Überleben і заключною частиною однойменної з альбомом пісні Auferstehung.

## Стиль
Альбом передусім відносять до стилю Neue Deutsche Härte. Поряд із цим гурт використовує велику кількість інших музичних стилів. Наприклад, композиція Scherbengesicht написана в стилі Біг-біт, а в однойменній Auferstehung на слухача очікує масивне оркестрове аранжування.
Майже всі композиції були записані з допомогою спеціально запрошених музикантів. Тільки у виконанні Neunundachtzig, яка була створена в день остаточного зведення альбому, брали участь лише Тобіас Хан і Дірк Рігерт.

## Kleine Ängste
Незадовго до остаточного завершення роботи над альбомом, що тривала три роки, лейбл Trisol виявив бажання, випустити бонусний CD. Janus, натомість, не хотіли записувати щось нашвидкуруч, а тому аж ніяк не бажали погоджуватись на випуск простого CD.
|                | Декілька реміксів, Live-бутлегів та невипущені демо здались нам не дуже заманливими. |
| — Dirk Riegert |                                                                                      |

Проте через деякий час із подібним проханням до гурту звернувся Oliver Graute з видавництва Feder & Schwert, що займалося випуском настільних рольових ігор. Тоді Janus змінили своє ставлення до випуску бонусного CD. Graute, який займався оформленням цілого Auferstehung, попросив гурт написати декілька пісень для оформлення нової настільної гри Kleine Ängste.
|                | Після декількох тижнів, заповнених відчайдушними ідеями, в нас було сім абсолютно нових пісень, які озвучували історію KLEINE ÄNGSTE, написану мною, а також декілька чудових малюнків Oliver'a Schlemmer'а. Разом з піснями і історією вони творять єдине ціле в кращій традиції JANUS. |
| — Dirk Riegert | |

Бонусний CD Kleine Ängste, як і буклет (28 с.), був випущений разом із першим виданням альбому Auferstehung в лімітованій кількості — 3000 екз. Як наступний бонус, гурт видав її ще на одному CD лімітованою кількістю 666 екземплярів. У цій версії, яку можна було замовити лише на Інтернет-сторінці гурту, історія вийшла вже у вигляді аудіокниги, прочитаної Reinhard'ом Schulat-Rademacher'ом.

## Оформлення
Загальне креативне оформлення альбому належить італійському художнику Alessandro Bavari, який вже відповідав за дизайн альбому The Interzone Mantras канадського гурту The Tea Party. Його картина Nuove Progenie надихнула Дірка Рігерта передати італійцю прао оформити альбом.
Oliver Schlemmer, який вже займався дизайном попередніх альбомів Vater та Schlafende Hunde, цього разу взяв участь в оформленні аудіокниги. Обкладинку Kleine Ängste створив саме Schlemmer разом із Marko Djurdjevic'ем. Врешті-решт, за загальний вигляд та шрифти відповідав Oliver Graute з Feder & Schwert.

## Критика
Lars Schubert з музичного журналу DNA Six називає Auferstehung „їздою на американських гірках по світу людських емоцій, який зараз нерідко здається нам просто грою“.
Peter Sailer поставив у музичному журналі Orkus 10 з 10 можливих балів за альбом і назвав його „перфектною сумішшю музики і тексту“ та „похмурою подорожжю, яка, з одного боку, доволі сильно тисне на душу, але з іншого є переповнена силою почуттів“.»
Sailer узагальнив критику у журналі Zillo і особливо виділив текстову складову альбому. Тексти є найкращою його частиною, а в тематичному зв'язку є «одночасно точними, і влучними, і метафоричними, і прихованими».
Thorsten Kübler з журналу Sonic Seducer підсумовує сказане про альбом і називає його «самостійним, що не піддається жодному сумніву чи підозрам».

## Список композицій
|  | Auferstehung 1. Wenn du vor mir stehst -1:40 2. Paulas Spiel — 5:15 3. Ich will seinen Kopf — 4:49 4. Scherbengesicht — 3:33 5. Die Tage werden enger — 5:37 6. Neunundachtzig 4:00 7. Überleben — 5:37 8. Du siehst aus wie immer — 5:20 9. Auferstehung — 9:54 10. Paulas Traum — 5:37 |  | Kleine Ängste (бонусний CD) 1. Kleine Ängste — 4:46 2. Das Land unter dem Bett — 1:37 3. Lemuren — 2:45 4. Die Welt steht Kopf — 7:07 5. Kinderaugen — 4:07 6. Ein sicherer Ort — 3:00 7. Die letzte Tür — 5:05 |  | Kleine Ängste (аудіокнига) 1. Kleine Ängste — 5:23 2. Das Land unter dem Bett — 3:17 3. Lemuren — 2:30 4. Die Welt steht Kopf — 3:19 5. Kinderaugen — 3:27 6. Ein sicherer Ort — 2:25 7. Die letzte Tür — 6:30 |  |